# Элегия Нанива
«Элегия Нанива» («Осакская элегия») — кинофильм режиссёра Кэндзи Мидзогути.

## Сюжет
Молодая телефонистка Аяко Мурай соглашается стать любовницей своего работодателя, господина Асай, чтобы выплатить долги безработного отца, которому угрожают арестом за растрату 300 йен. Затем она становится любовницей другого поклонника, господина Фудзино, чтобы заплатить за обучение брата в университете. Аяко пытается выманить у Фудзино ещё денег, чтобы выйти замуж за своего парня Нисимуру, но арестовывается за вымогательство. Когда она возвращается, родные и Нисимура отворачиваются от неё, и Аяко вынуждена уйти из дома.

## В ролях
- Исудзу Ямада — Аяко Мурай
- Сэйити Такэгава — Дзюндзо Мурай
- Тиёко Окура — Сатико Мурай
- Синпатиро Асака — Хироси Мурай
- Бэнкэй Сиганоя — Соноскэ Асай
- Ёко Умэмура — Сумико Асай
- Кэнсаку Хара — Сусуму Нисимура
- Эйтаро Синдо — Ёсидзо Фудзино
- Такаси Симура — инспектор

## Премьеры
- — национальная премьера фильма состоялась 28 мая 1936 года[1].
- — премьерный показ в США — 31 января 1979 года[1]
- — впервые показан российскому зрителю 13 октября 2002 года в рамках ретроспективы фильмов Кэндзи Мидзогути в московском Музее кино[2].

## Значение
«Элегия Нанива» — первый фильм Мидзогути, заслуживший признание публики и критики. Он часто воспринимается как парный к вышедшим в том же году «Гионским сёстрам». Сам Мидзогути считал эти два фильма своими первыми серьёзными работами.